# Maison de la photographie (Lille)
Pour les articles homonymes, voir Maison de la Photographie.
 (septembre 2024).
Si vous disposez d'ouvrages ou d'articles de référence ou si vous connaissez des sites web de qualité traitant du thème abordé ici, merci de compléter l'article en donnant les références utiles à sa vérifiabilité et en les liant à la section « Notes et références ».
La Maison de la photographie est un lieu de rencontre autour de l’art visuel basé dans le quartier de Fives à Lille (Nord). Créée en 2003, elle a pour vocation d'assurer la promotion de la création régionale et sa diffusion.
À ce titre, elle accueille et organise tout au long de l’année des expositions, des débats et des projections.
Par ailleurs, la Maison de la photographie organise le Festival Transphotographiques, 
qui propose une sélection thématique d'expositions pendant un mois dans les principaux lieux de patrimoines de la métropole lilloise.
La Maison de la photographie est dirigée depuis 2003 par Olivier Spillebout.

## International
La Maison de la photographie exerce également une activité dite "Hors les Murs" et à l'international.
Elle a ainsi organisé ou a participé à l'organisation de différentes expositions en Belgique et en Pologne :
- La Collection Transphotographiques, Stary Browar - Grażyna Kulczyk Foundation Poznań (Pologne), 2008
- Walter Carone Rétrospective, Cultuurcentrum De Spil, Roulers (Belgique), 2008
- le festival Transfotografia à Gdansk (Pologne) de 2006 à 2012

## Histoire

### Histoire de la photographie à Lille
Le personnage emblématique de la photographie à Lille au début du XIXe siècle  est Louis Désiré Blanquart-Evrard. C'est après le second centenaire de sa naissance qu'est créée la Maison de la photographie de Lille.

### Historique du lieu
La Maison de la photographie est installée dans une ancienne usine à papier réhabilitée, construite aux numéros 18 et 20 de la rue Frémy, dans le quartier lillois de Fives. 